# Viperinae
Viperinae Oppel, 1811 è una sottofamiglia di serpenti velenosi, appartenenti alla famiglia Viperidae.

## Descrizione
Questi serpenti sono caratterizzati da una testa di forma triangolare, con un corpo tozzo ed una corta coda.
I viperidi possiedono una ghiandola situata nella regione posteriore e laterale del capo che produce un veleno formato da un'alta percentuale d'acqua, diverse albumine ad alta tossicità e altre proteine enzimatiche che agiscono sui tessuti, sulla coagulazione del sangue e, a volte, sul sistema nervoso. Per inoculare questo veleno utilizzano delle lunghe zanne mobili canalicolate che, quando il serpente apre la bocca, formano un angolo di 90° con la mascella ed in caso di morso penetrano nella cute della preda e iniettano il veleno attraverso i canali; quando chiudono la bocca le zanne vengono ruotate contro il palato.
I loro occhi hanno pupille verticali, simili a quelle dei gatti. Questo carattere, per le specie italiane, contribuisce a distinguerle dagli altri serpenti presenti negli stessi habitat, come le innocue bisce, che hanno pupilla rotonda. Altri caratteri che tipicamente permettono di distinguere una vipera da un colubride non velenoso italiano sono la testa triangolare e la coda che si restringe in modo brusco, mentre gli altri ofidi presentano testa ovale e coda che si restringe gradualmente. 

## Tassonomia
La sottofamiglia Viperinae comprende i seguenti generi:
- Atheris Cope, 1862
- Bitis Gray, 1842
- Causus Wagler, 1830
- Cerastes Laurenti, 1768
- Daboia Gray, 1842
- Echis Merrem, 1820
- Eristicophis Alcock, 1896
- Macrovipera Reuss, 1927
- Montatheris Broadley, 1996
- Montivipera Nilson, Tuniyev, Andrén, Orlov, Joger & Herrmann, 1999
- Proatheris Broadley, 1996
- Pseudocerastes Boulenger, 1896
- Vipera Laurenti, 1768

## Veleno
Le vipere sono una famiglia di serpenti velenosi, il loro veleno ha un fattore LD50 che varia da medio a elevato; in breve, ci sono vipere con un veleno di media potenza e vipere dal morso molto velenoso (letale per gli uomini).